# Elite-Teatern
Elite-Teatern är en tidigare singelbiograf på Skeppsbron 9 i Härnösand, Västernorrlands län.

## Historia
Biografen invigdes den 5 augusti 1910 som en del av Stadshotellet i Härnösand vilket invigts redan 1898. Vid instiftandet av Statens biografbyrå vilken fått uppgiften att hantera den kommande censuren av film uppstod i november 1911 en stor debatt i Härnösand involverande de biografer i staden vilka tänkte visa den kommande filmen Otillåten kärlek. Filmen ansågs bland annat av biskopen Ernst Lönegren samt av provinsialläkaren Carl Lundgren vara osedlig. Tidningen Nya Norrland framförde dock i en krönika att filmen inte kunde anses vara osedlig eller farlig för biografbesökarna. Filmen gick slutligen upp på filmduken som barnförbjuden vid Elite-Teatern samt hos de två konkurrenterna Grand och National-Biografen.
Den ursprungliga hotellbyggnaden som även inrymde Elite-Teatern revs 1968.